# Den højeste straf
|  | Denne artikel er oprettet af botten PalnaBot ud fra en ekstern database. Den kan derfor have sproglige fejl eller mangler. Denne skabelon kan fjernes efter kontrol af indholdet. |

Den højeste straf er en portrætfilm fra 2000 instrueret af Tómas Gislason efter manuskript af Tómas Gislason, Ole Sohn.

## Handling
I 1937 forsvandt kommunisten Arne Munch-Petersen i Sovjetunionen. 62 år senere vender den tidligere leder af Danmarks kommunistiske parti Ole Sohn tilbage til Moskva for at undersøge hans skæbne. "Den højeste straf" er en usædvanlig dokumentarfilm: En konkret rejse med Ole Sohn på detektivarbejde i de russiske arkiver, en historisk rejse tilbage til 30'ernes stalinistiske terrorregime, hvor tusindvis af mennesker forsvandt. Og en følelsesmæssig rejse i begreber som angst, paranoia og meningsløshed. "Den højeste straf" er en raffineret konstruktion, hvor fortid og nutid spejler hinanden. Gamle og nye optagelser er mikset i en virtuos montage, hvor sovjetisk propaganda-æstetik og moderne grafisk design går op i en højere enhed.